# NGC 1631
NGC 1631 is een balkspiraalstelsel in het sterrenbeeld Eridanus. Het hemelobject werd op 11 december 1835 ontdekt door de Britse astronoom John Herschel.

## Synoniemen
- PGC 15705
- ESO 551-21
- MCG -3-12-17
- IRAS 04362-2045